# 弗約梅特冰原島峰
73°25′S 2°55′W / 73.417°S 2.917°W
弗約梅特冰原島峰，是南極洲的冰原島峰，位於毛德皇后地的瑪塔公主海岸，處於哈爾格倫山東南面15公里，挪威製圖師根據探險隊的測量和空中照片繪入地圖，現時由南極條約體系管理。